# Шараф ад-Дін Махмуд Шах
Шараф ад-Дін Махмуд Шах (д/н — 1336) — володар Фарсу в 1325—1334 роках.

## Життєпис
Був нащадком Ходжи Абдаллаха Ансарі, мавалі з Герату сер. XI ст. Про батьків та молоді роки обмаль відомостей. Близько 1303 року ільхан Олджейту призначив його інджу (керівником маєтками) в Аджемському Іраку та Фарсі. Зберіг посаду після 1316 року після сходження на трон Абу-Саїда Багадура. Увійшов до кола союзників еміром Чобана.
Махмуд отримав фінансовий і політичний контроль над провінцією до 1325 року значно збільшив свою владу, незважаючи на офіційну владу Курдужин-хатун. Також встановлено вплив в Малому Лурестані. 1325 року призначений наїбом (намісником) Фарсу. Проживав у столиці Султанії, де користувався підтримкою візира Гіяс ад-Дін Мухаммад та еміра Чобана, делегував владу своїм дітям.
У 1334 році був звільнений з посади інджу, на його місце був призначений монгол Амір Музаффар Інак. Махмуд, щоб зберегти свої багатства, змовився вбити свого суперника і переслідував того до самих стін ханського палацу. Коли ільхан довідався про події, він планував стратити Махмуда, але втручання візира Гіяс ад-Діна врятувало життя змовників, але вони були ув'язнені в різних місцях: Махмуд у замку Табарак в Ісфагані, а його старший син Масуд Шах в Анатолії. Через рік був звільнений. Амір Музаффар намагався заволодіти Фарсом, але інший син Махмуда — Гіяс ад-Дін Кай-Хосров — завадив цьому.
1336 року Махмуда було страчено за наказом нового ільхана Арпа Ке'уна. Незважаючи на це Гіяс ад-Дін Кай-Хосров зберіг владу над Фарсом.